# Parwis Nassibow
Parwis Nassibow (ukrainisch Парвіз Паша-огли Насібов, aserbaidschanisch Pərviz Paşa oğlu Nəsibov; international verwendete Schreibung Parviz Nasibov; * 18. August 1998 in Muğanlı, Region Ağstafa, Aserbaidschan) ist ein ukrainischer Griechisch-römischer Ringer.
Bei den Olympischen Spielen 2020 errang Parwis Nassibow 2021 in Tokio im Wettbewerb Griechisch-römischer Stil bis 67 kg die Silbermedaille. Bei den Olympischen Spielen 2024 in Paris gewann er erneut die Silbermedaille.